# Katsukawa Shunsen
En aquest nom japonès, el cognom és Katsukawa.

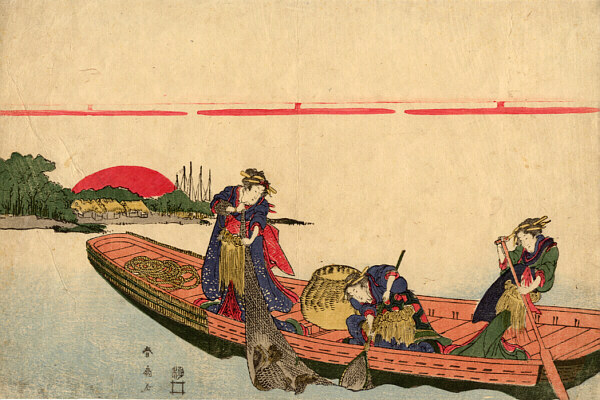
Xilografia sense títol de la pesca de la carpa, de Katsukawa Shunsen

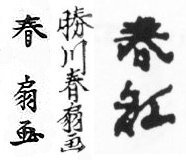
Signatures de Katsukawa Shunsen, llegint d'esquerra a dreta: “Shunsen ga” (春扇 画),“Katsukawa Shunsen ga” (勝川 春扇 画), i “Shunkō” (春好)

Katsukawa Shunsen (japonès: 勝川 春扇), conegut també com a Shunkō II, va ser un dissenyador de llibres i de xilografies de l'estil ukiyo-e. Va néixer el 1762 i va dissenyar gravats des del 1805 fins al 1821. Inicialment va estudiar amb l'artista de l'escola Rimpa, Tsutsumi Tōrin III. El 1806 o 1807, Shunsen va passar a ser alumne de Katsukawa Shun'ei i va canviar el seu nom de naixement Kojimachi Shunsen pel de Katsukawa Shunsen. El 1820 va succeir a Katsukawa Shunkō I, i va passar a ser Katsukawa Shunkō II. A finals de la dècada de 1820, va deixar de fer xilografies i es va abocar a pintar ceràmiques. Va morir cap al 1830.
A Shunsen se'l coneix sobretot per les seves escenes de gènere, els seus paisatges, i els seus gravats de dones boniques.

## Un altre Katsukawa Shunsen

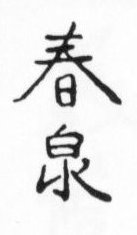
Signatura de Katsukawa Shunsen (en actiu 1787–1790) on es llegeix “Shunsen” (春泉)

Hi ha un altre artista d'ukiyo-e que també es coneix com a Katsukawa Shunsen, però el seu nom s'escriu amb un kanji diferent (勝川 春泉). Va estar en actiu del 1787 al 1790, aproximadament. Aquest artista era un alumne de Katsukawa Shunshō.